# Spilosoma screabile
Spilosoma screabile är en fjärilsart som beskrevs av Hans Daniel Johan Wallengren 1876. Spilosoma screabile ingår i släktet Spilosoma och familjen björnspinnare. Inga underarter finns listade i Catalogue of Life.